# Васильев, Николай Николаевич (биофизик)
Николай Николаевич Васильев (22 октября 1929 года — 20 июля 1985 года) — советский химик и биофизик, член-корреспондент АН СССР (1984).

## Биография
С 1954 года работал в НИИ санитарии Министерства обороны СССР.
Генерал-майор медицинской службы, доктор биологических наук (1964), профессор.
Вёл исследования в области клеточной физиологии и моделирования процессов микробиологического синтеза. Один из разработчиков советского бактериологического оружия.
Государственная премия СССР (1982), официальная формулировка — за работы в области медицины.

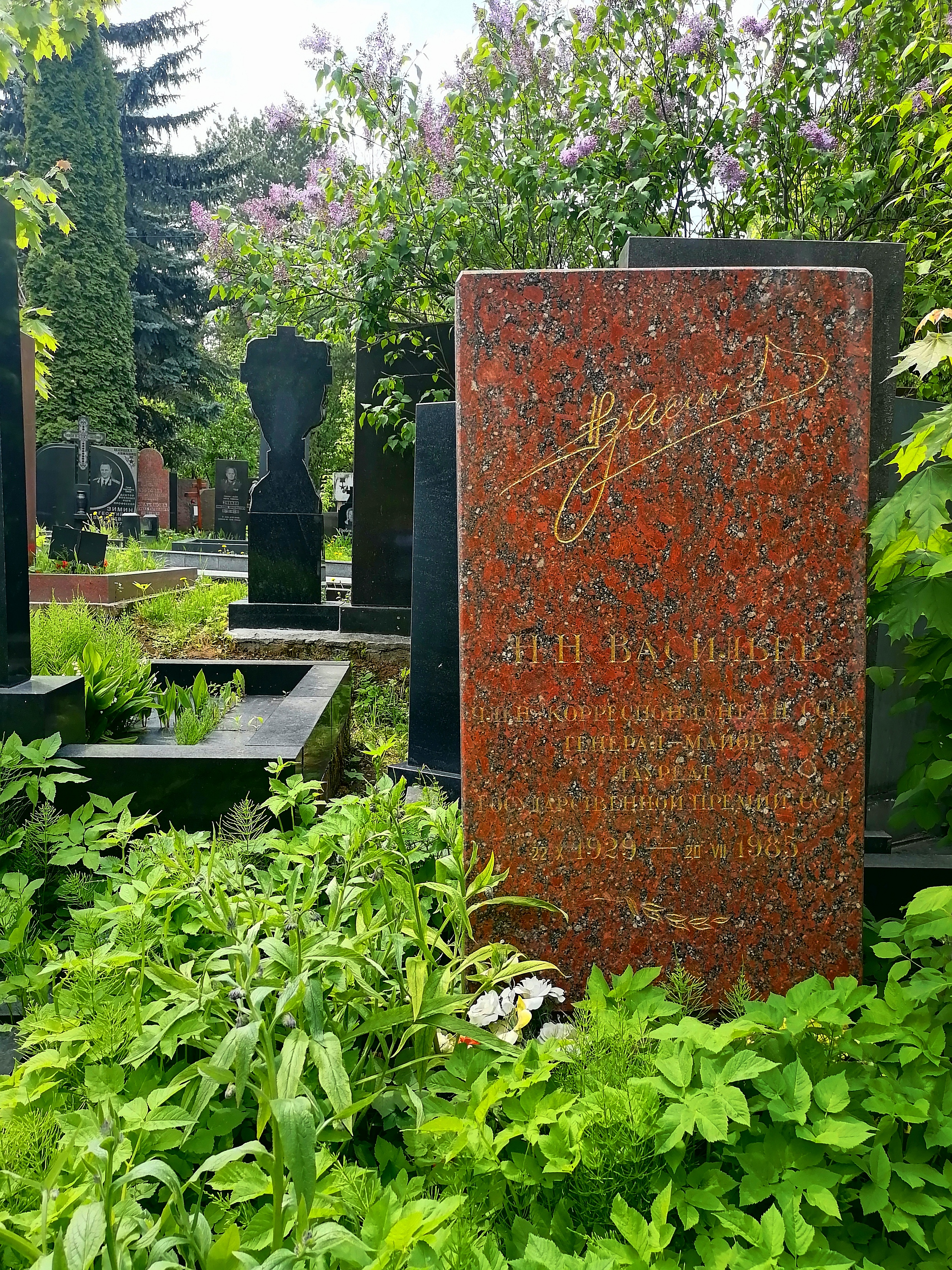
Могила на Кунцевском кладбище

Член-корреспондент АН СССР (1984).
Похоронен на Кунцевском кладбище.

## Звания и награды
Заслуженный деятель науки РСФСР.